# Diócesis de Nola
La diócesis de Nola (en latín: Dioecesis Nolana y en italiano: Diocesi di Nola) es una circunscripción eclesiástica de la Iglesia católica en Italia. Se trata de una diócesis latina, sufragánea de la arquidiócesis de Nápoles. Desde el 11 de noviembre de 2016 su obispo es Francesco Marino.

## Territorio y organización

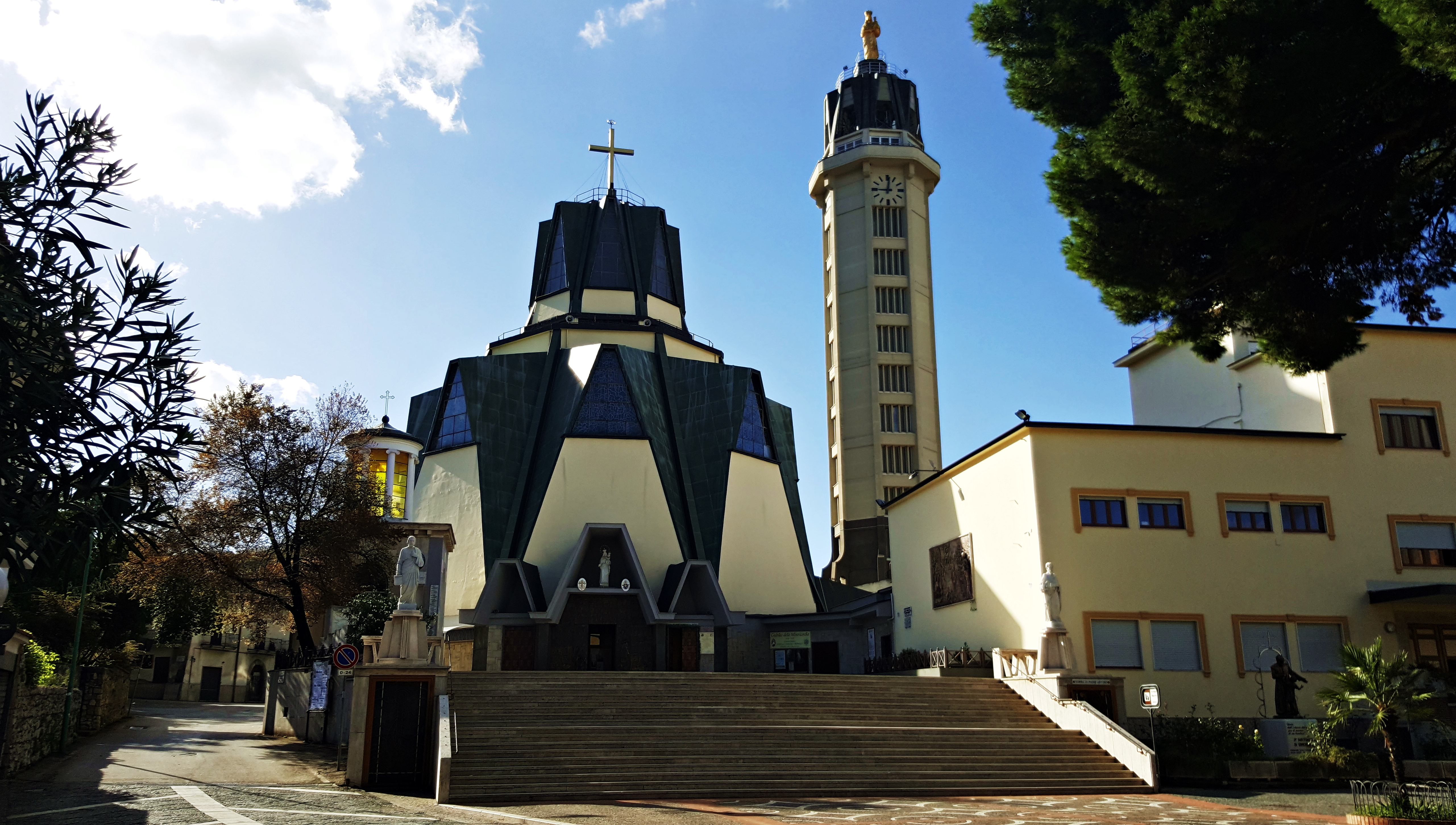
Basílica santuario de María Santísima Consoladora del Carpinello, en Visciano

La diócesis tiene 450 km² y extiende su jurisdicción sobre los fieles católicos de rito latino residentes en parte de la región de Campania, comprendiendo:
- en la ciudad metropolitana de Nápoles las comunas de: Brusciano, Camposano, Carbonara di Nola, Casamarciano, Castello di Cisterna, Cicciano, Cimitile, Comiziano, Liveri, Mariglianella, Marigliano, Nola, Palma Campania, Pomigliano d'Arco, Roccarainola, San Gennaro Vesuviano, San Paolo Bel Sito, San Vitaliano, Sant'Anastasia, Saviano, Scisciano, Somma Vesuviana, Tavernanova (fracción de Casalnuovo di Napoli), Tufino, Visciano;
- en la provincia de Avellino las comunas de: Avella, Baiano, Domicella, Lauro, Marzano di Nola, Moschiano, Mugnano del Cardinale, Pago del Vallo di Lauro, Quadrelle, Quindici, Sirignano, Sperone y Taurano;
- en la provincia de Salerno la comuna de Scafati.

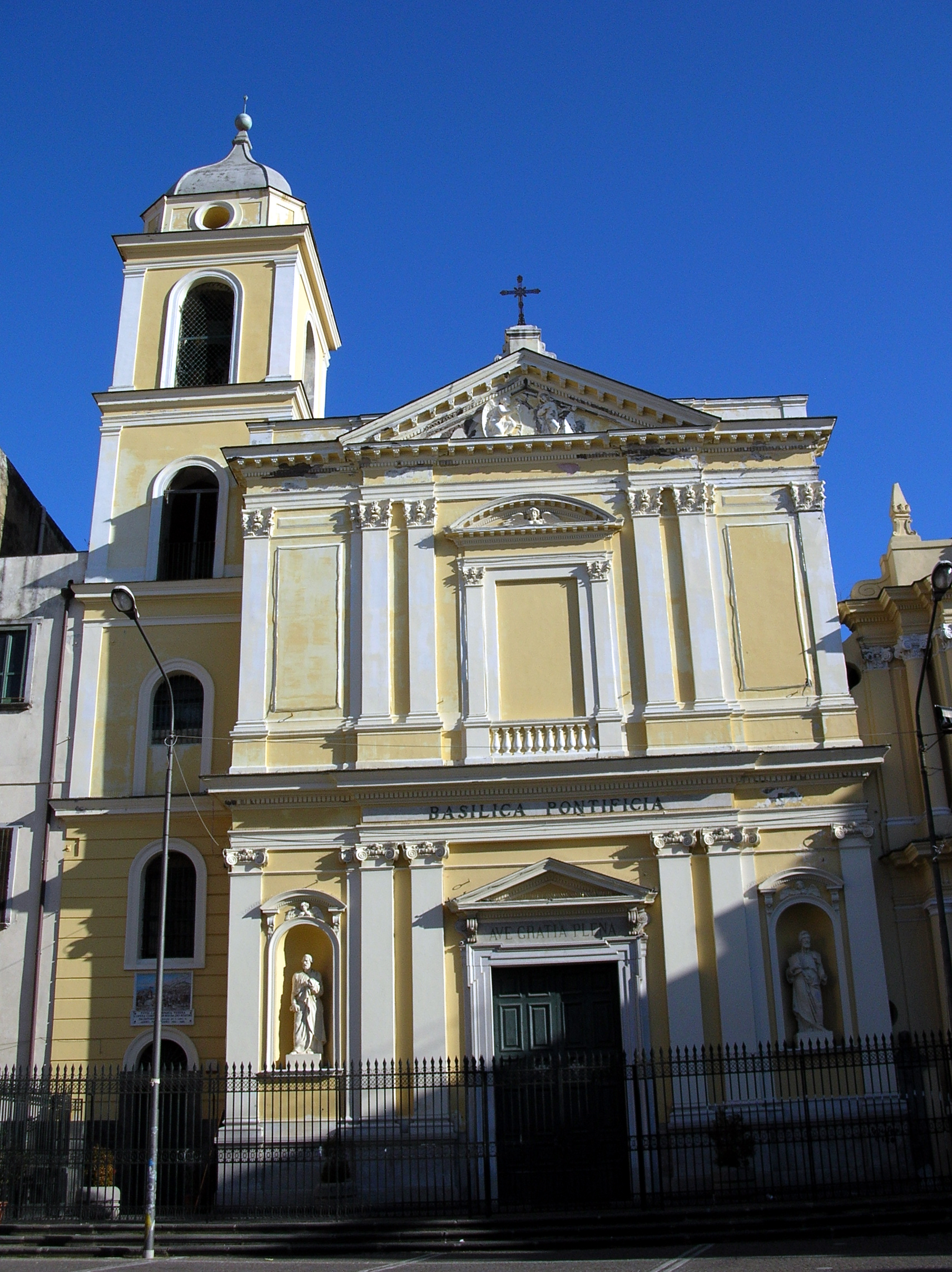
Basílica santuario de la Virgen de la Nieve, en Torre Annunziata

La sede de la diócesis se encuentra en la ciudad de Nola, en donde se halla la Catedral de Santa María Asunta.

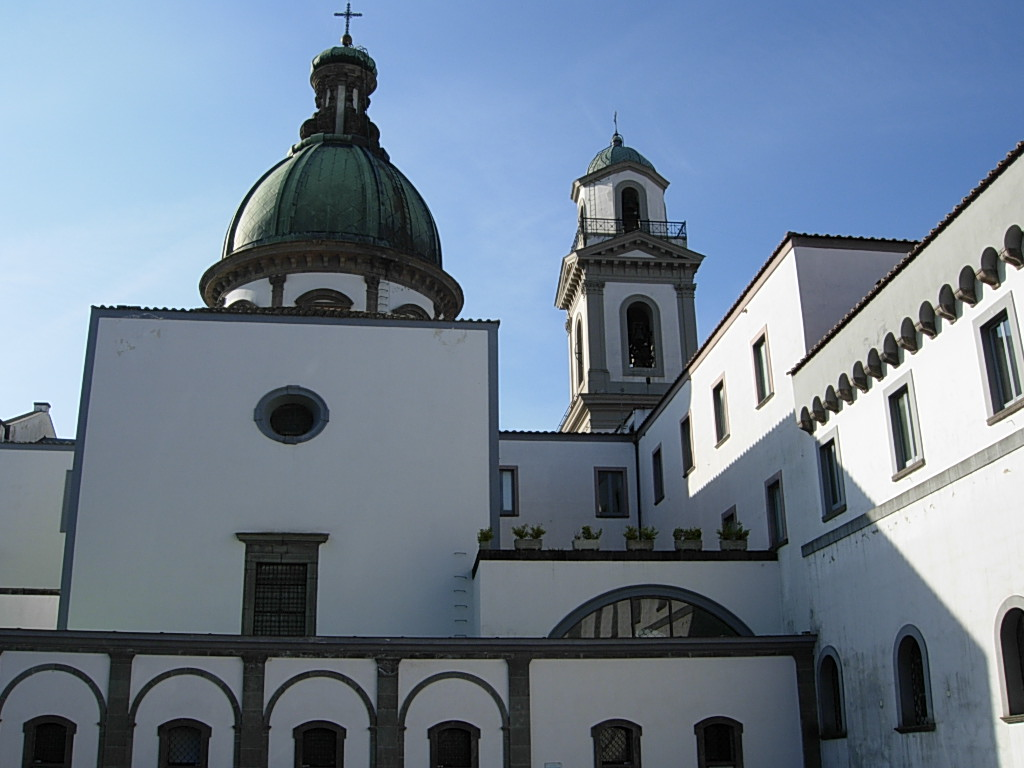
Santuario de la Virgen del Arco, en Sant'Anastasia

En 2021 en la diócesis existían 115 parroquias agrupadas en 8 decanatos, a su vez agrupados en 3 zonas pastorales: Prima, Seconda y Terza.
Hay 10 santuarios reconocidos en la diócesis, de los cuales 2 han sido elevados al rango de basílica menor:
- Santuario de la Virgen de los Ángeles, en Cicciano;
- Basílica santuario de María Santísima Consoladora del Carpinello, en Visciano;
- Santuario de la Virgen del Arco, en Sant'Anastasia;
- Basílica santuario de la Virgen de la Nieve, en Torre Annunziata;
- Santuario de la Virgen de la Esperanza, en Marigliano;
- Santuario de Maria Santissima Liberatrice dai Flagelli, en Boscoreale;
- Santuario de San José, en San Giuseppe Vesuviano;
- Santuario de Sant'Agnello Abate, en Roccarainola;
- Santuario de Santa Filomena, Mugnano del Cardinale;
- Santuario de Santa Maria a Parete, en Liveri.

## Historia
La tradición sitúa el origen de la diócesis de Nola en el siglo I en el protoobispo san Félix, al que siguieron una larga serie de obispos, en su mayor parte fruto de interpretaciones incorrectas de los restos arqueológicos. Es presumible en cambio que la diócesis surgió entre finales del siglo II y principios del III: los obispos san Massimo y san Quinto son los primeros obispos de los que se tiene documentación y ciertas noticias, en la segunda mitad del siglo III.
El obispo «que domina la antigüedad cristiana de Nola» es san Paulino, el hombre que «en su obra literaria y en su vida pastoral supo combinar admirablemente el complejo y variado mundo clásico, que había animado y consolidado su educación juvenil, con el ideal ascético y monástico del converso al cristianismo. La propia ciudad de Nola brilló con la gloria de su obispo y se convirtió en una auténtica encrucijada del espíritu». Paulino fue responsable de la difusión del culto al presbítero san Félix y de la transformación del cementerio donde fue enterrado (Cimitile) en un santuario monumental.
Muchos de los sucesores de Paulino fueron enterrados cerca de la tumba del santo. Las investigaciones y descubrimientos arqueológicos y epigráficos han sacado a la luz los epitafios de los obispos Paolino II, Felice II, Teodosio, Prisco, Musonio, Senado, Aureliano, Lupenos y Leone III; estos dos últimos obispos contribuyeron a la renovación y ampliación del complejo basílica de Cimitile en el siglo IX, que había sido sede de los obispos desde la época de Paulino. Otros prelados se conocen por las cartas de los pontífices: Serenus, documentado en las cartas del papa Gelasio I; Giovanni II, mencionado en las del papa Pelagio II; y Gaudencio, conocido por las cartas del papa Gregorio Magno. Otros obispos nolanos participaron en sínodos o concilios de la antigüedad: Serenus participó en los sínodos romanos convocados por el papa Símaco; Leone I, recién elegido, participó en el concilio convocado por el patriarca Mena de Constantinopla en 536; Aurelio (quizás el mismo Aureliano conocido por su epitafio) estuvo entre los padres del sínodo romano del año 680.
Se debatió la pertenencia de Nola a una provincia eclesiástica, ya que la diócesis se disputaba entre las sedes metropolitanas de Benevento, Salerno y Nápoles. Con un rescripto fechado hacia 1100, el papa Pascual II asignó la diócesis de Nola a la provincia eclesiástica de Salerno; en 1143 el obispo Bartolomeo participó en el concilio provincial convocado por el metropolitano Guillermo de Salerno. Sin embargo, en un privilegio concedido al metropolitano Romualdo en 1169, Nola ya no es mencionada entre los sufragáneos de Salerno. En el Concilio de Letrán de 1179, el obispo de Nola Bernardo está documentado entre los sufragáneos del arzobispo de Nápoles, a cuya provincia eclesiástica Nola quedará para siempre ligada, hasta hoy.
En una bula del papa Inocencio III de 1215 se enumeran las posesiones bajo la jurisdicción del obispo Pietro II, a través de las cuales se pueden definir los límites de la diócesis en el siglo XIII que demuestran «la convergencia con las actuales y con las reproducidas en un oleografía del siglo XVII conservada en el museo diocesano».
Durante el reinado de los condes Orsini (1290-1533), la ciudad vivió un período de renacimiento, distinguiéndose en el ámbito artístico y cultural. En este período surgieron numerosas iglesias y monasterios en la ciudad y en la vasta diócesis; e igualmente numerosas fueron las órdenes e instituciones religiosas que llegaron a establecerse en el territorio diocesano.
A finales del siglo XIV el obispo Francesco Scaccano obtuvo el traslado de la catedral del complejo Cimitile al centro de la ciudad; y comenzaron las obras de construcción de la nueva catedral, sobre la tumba del protoobispo san Félix. La catedral en 1582, reconstruida, fue reabierta al culto en 1594. En el cálido clima post-unificación, la catedral sufrió un terrible incendio provocado (1861), que provocó su completa destrucción; el nuevo edificio no fue consagrado y abierto al culto hasta 1909.
El obispo Antonio Scarampo, inmediatamente después de su regreso del Concilio de Trento, fundó el seminario diocesano, que confió a la Compañía de Jesús. En 1754, el seminario, por iniciativa del obispo Troiano Caracciolo Del Sole, fue trasladado a un nuevo edificio monumental equipado con biblioteca y museo. Allí se conserva el Cippus Abellanus, una antigua inscripción en lengua osca.
El 8 de mayo de 1926 el santuario de Pompeya, hasta entonces dependiente de los obispos de Nola, se convirtió en prelatura nullius dioecesis, es decir, ya no sujeto a ninguna diócesis, sino directamente dependiente de la Santa Sede que nombra un prelado arzobispo. En 1935 se definieron los límites de la prelatura con el territorio desmembrado del de la diócesis de Nola y Castellammare di Stabia mediante el decreto Praelatura nullius de la Congregación Consistorial.
Guerino Grimaldi impulsó el Centro de estudios paulinos, refundó la biblioteca del seminario y reorganizó los archivos históricos de la diócesis. El 11 de marzo de 2000, Beniamino Depalma inauguró el museo diocesano, que «conserva colecciones de diferente naturaleza, cada una de ellas representativa de aspectos destacados de la historia centenaria de la diócesis».
En Nola, en junio, se celebra desde hace siglos la fiesta de los Lirios para celebrar el regreso a la ciudad de San Paolino.

## Estadísticas
Según el Anuario Pontificio 2022 la diócesis tenía a fines de 2021 un total de 494 000 fieles bautizados.
| Año                                                                             | Población            | Población | Población      | Sacerdotes | Sacerdotes    | Sacerdotes    | Bautizados por sacerdote | Diáconos permanentes | Religiosos | Religiosos | Parroquias |
| Año                                                                             | Bautizados católicos | Total     | % de católicos | Total      | Clero secular | Clero regular | Bautizados por sacerdote | Diáconos permanentes | Varones    | Mujeres    | Parroquias |
| ------------------------------------------------------------------------------- | -------------------- | --------- | -------------- | ---------- | ------------- | ------------- | ------------------------ | -------------------- | ---------- | ---------- | ---------- |
| 1950                                                                            | 250 000              | 260 000   | 96.2           | 365        | 265           | 100           | 684                      |                      | 58         | 170        | 111        |
| 1969                                                                            | 365 000              | 370 300   | 98.6           | 283        | 188           | 95            | 1289                     |                      | 137        | 680        | 124        |
| 1980                                                                            | 480 000              | 489 646   | 98.0           | 264        | 181           | 83            | 1818                     | 2                    | 115        | 647        | 127        |
| 1990                                                                            | 512 000              | 524 000   | 97.7           | 253        | 154           | 99            | 2023                     | 3                    | 139        | 535        | 114        |
| 1994                                                                            | 471 000              | 473 000   | 99.6           | 239        | 147           | 92            | 1970                     | 6                    | 117        | 521        | 115        |
| 2001                                                                            | 471 000              | 473 000   | 99.6           | 239        | 147           | 92            | 1970                     | 6                    | 117        | 521        | 115        |
| 2002                                                                            | 496 000              | 515 000   | 96.3           | 227        | 147           | 80            | 2185                     | 18                   | 128        | 428        | 115        |
| 2003                                                                            | 500 000              | 520 700   | 96.0           | 221        | 144           | 77            | 2262                     | 21                   | 167        | 398        | 115        |
| 2004                                                                            | 502 000              | 523 900   | 95.8           | 219        | 141           | 78            | 2292                     | 21                   | 164        | 389        | 115        |
| 2010                                                                            | 500 000              | 525 000   | 95.2           | 222        | 144           | 78            | 2252                     | 23                   | 116        | 360        | 115        |
| 2016                                                                            | 500 000              | 525 000   | 95.2           | 225        | 145           | 80            | 2222                     | 21                   | 115        | 356        | 115        |
| 2019                                                                            | 500 000              | 528 000   | 94.7           | 219        | 138           | 81            | 2283                     | 28                   | 118        | 340        | 115        |
| 2021                                                                            | 494 000              | 521 730   | 94.7           | 218        | 137           | 81            | 2266                     | 28                   | 118        | 340        | 115        |
| Fuente: Catholic-Hierarchy, que a su vez toma los datos del Anuario Pontificio. |                      |           |                |            |               |               |                          |                      |            |            |            |

## Episcopologio

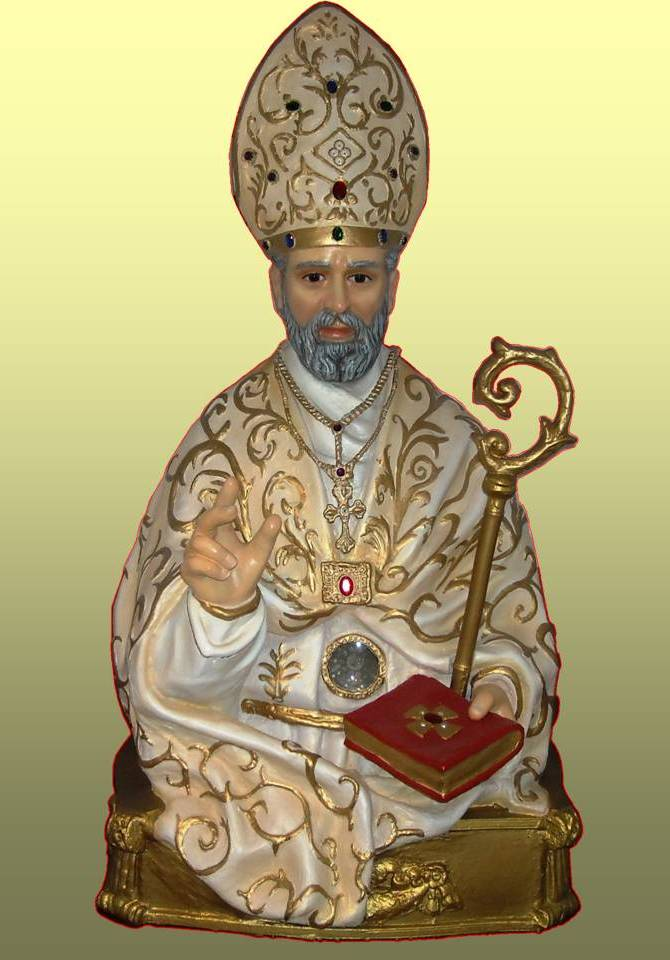
Estatua de papel maché de san Paulino

Las cronologías tradicionales de los obispos de Nola quedaron admirablemente resumidas en los tres volúmenes Della nolana ecclesiastica storia de Gianstefano Remondini (1747-1757), definido por Kehr como auctor de historia Nolana optime meritus. Esta cronología informa la lista tradicional, con indicaciones de adquisiciones recientes debidas a estudios de hagiografía, arqueología y epigrafía.
- San Felice † (segunda mitad del siglo I)

San Massimo †
San Quinto †
San Calione †
Anónimo †
San Aureliano †
San Rufo †
San Lorenzo †
San Patricio †
San Prisco †
San Gorgonio †
Quodvultdeus †
- San Massimo † (segunda mitad del siglo III)
- San Quinto † (segunda mitad del siglo III)
- Paolo † (antes de 403-circa 409 falleció)
- San Paulino I † (circa 409-22 de junio de 431 falleció)
- San Paolino II (llamado Paolino iuniore) † (431-10 de septiembre de 442 falleció)

San Adeodato †
- San Felice II † (?-9 de febrero de 484 falleció)
- Giovanni I Talaja † (circa 484-?)[nota 13]
- Teodosio † (?-7 de diciembre de 490 falleció)
- Sereno † (antes de 494-después de 501)

Benigno †
Sereno II †
- Prisco † (?-25 de febrero de 523 falleció)[nota 15]

San Paolino III †
- Musonio † (?-19 de septiembre de 535 falleció)[nota 17]
- Leone I † (circa 535-después de 540/547 falleció)[nota 18]
- Giovanni II † (en la época del papa Pelagio II)[nota 19]
- Senato † (siglo VI)[nota 20]

Basilio †
- Gaudenzio † (antes de 594-después de 595)
- Leone II † (época incierta)[nota 22]
- Damaso †
- Aurelio (o Aureliano) † (mencionado en 680)[nota 23]

Leone III †
- Bernardo I †
- Pietro I †
- Lupeno o Lupino † (siglo VIII)[nota 25]
- Landone I †
- Giacomo I †[nota 26]
- Giovanni II †
- Leone III † (antes de 896-después de 911)[nota 27]
- Giovanni III † (antes de 940-después de 948)[nota 28]
- Stefano † (antes de 965 circa-después del 28 de noviembre de 973)
- Sisto † (mencionado en 986 circa)
- Sassone † (circa 1080-después de 1093)
- Guglielmo † (antes de 1105-después del 17 de noviembre de 1123)
- Pagano † (mencionado en enero de 1136)
- Bartolomeo † (mencionado en diciembre de 1143)
- Roberto † (1158[nota 29]-circa 1173 renunció)
- Ruffino † (circa 1173-1175 renunció)
- Bernardo † (1175-después de 1190)
- Marino † (mencionado en 1202)[9]
- Pietro II † (antes de 1215-1225 falleció)
- Marco Perrone † (1225-después de marzo de 1236)
- Pietro III † (diciembre de 1239-después de 1256)
- Giovanni † (antes de 1261-después de 1286 falleció)[nota 30]
  - Francesco Fontana † (29 de enero de 1289-23 de agosto de 1296 nombrado arzobispo de Milán) (administrador apostólico)
  - Pietro Gerra † (23 de agosto de 1296-6 de enero de 1298 nombrado arzobispo de Capua) (administrador apostólico)
- Landone II † (22 de abril de 1298-1304)
- Antonio Carafa † (mencionado en 1305)
- Eligio † (mencionado en 1310)
- Giacomo II † (14 de mayo de 1311-? falleció)
- Pietro Sparano da San Severo † (6 de septiembre de 1328-después del 6 de septiembre de 1331 falleció)
- Nicolò de Acerno † (22 de octubre de 1331-1340 falleció)
- Ligo di Orvieto † (6 de noviembre de 1340-1349 falleció)
- Nicola d'Offerio † (19 de enero de 1349-1349 falleció)
- Francesco Rufolo † (25 de mayo de 1349-5 de julio de 1370 falleció)
- Francesco Scaccano † (21 de junio de 1370-15 de julio de 1400 falleció)[nota 31]
- Flaminio Minutolo † (26 de julio de 1400-1442 falleció)
- Leone dei Simeoni † (23 de marzo de 1442-julio de 1469 falleció)
- Giannantonio Boccarelli † (9 de agosto de 1469-después del 1 de junio de 1475 falleció)
- Marco Vigerio, O.F.M. † (junio o julio de 1475-1475 renunció)
- Orlando Orsini † (15 de diciembre de 1475-1503 falleció)
- Gianfrancesco Bruno † (4 de julio de 1505-1549 falleció)
- Antonio Scarampi † (1549 por sucesión-9 de marzo de 1569 nombrado obispo de Lodi)
- Filippo Spinola † (9 de marzo de 1569-1 de julio de 1585 renunció)
- Fabrizio Gallo † (1 de julio de 1585-5 de noviembre de 1614 falleció)
- Giovanni Battista Lancellotti † (26 de enero de 1615-23 de julio de 1656 falleció)
- Francesco Gonzaga, C.R. † (18 de diciembre de 1657-18 de diciembre de 1673 falleció)
- Filippo Cesarini † (12 de marzo de 1674-6 de julio de 1683 falleció)
- Francesco Maria Moles, C.R. † (10 de enero de 1684-enero de 1695 renunció)
- Daniele Scoppa, O.F.M. † (16 de mayo de 1695-13 de mayo de 1703 falleció)
- Francesco M. Carafa † (7 de abril de 1704-6 de enero de 1737 falleció)
- Troiano Caracciolo Del Sole † (27 de enero de 1738-15 de febrero de 1764 falleció)
- Nicola Sánchez de Luna † (9 de abril de 1764-23 de abril de 1768 falleció)
- Filippo Lopez y Royo, C.R. † (16 de mayo de 1768-17 de junio de 1793 nombrado arzobispo de Palermo y Monreale)
  - Sede vacante (1793-1798)
- Giovanni Vincenzo Monforte † (29 de enero de 1798-24 de mayo de 1802 nombrado arzobispo de Nápoles)
  - Sede vacante (1802-1804)
- Vincenzo Torrusio † (29 de octubre de 1804-24 de marzo de 1823 falleció)
- Nicola Coppola † (17 de noviembre de 1823-14 de abril de 1828 falleció)
- Gennaro Pasca † (23 de junio de 1828-9 de febrero de 1855 falleció)
- Giuseppe Formisano † (28 de septiembre de 1855-7 de enero de 1890 falleció)
- Agnello Renzullo † (23 de junio de 1890-11 de abril de 1924 renunció[nota 32])[nota 33]
- Egisto Domenico Melchiori † (11 de abril de 1924-5 de diciembre de 1934 nombrado obispo de Tortona)
- Michele Raffaele Camerlengo, O.F.M. † (5 de mayo de 1935-9 de septiembre de 1951 falleció)
- Adolfo Binni † (14 de febrero de 1952-7 de enero de 1971 falleció)
- Guerino Grimaldi † (19 de marzo de 1971-2 de julio de 1982 nombrado arzobispo coadjutor de Salerno y obispo coadjutor de Campagna)
- Giuseppe Costanzo (6 de agosto de 1982-7 de diciembre de 1989 nombrado arzobispo de Siracusa)
- Umberto Tramma † (23 de junio de 1990-25 de marzo de 1999 nombrado secretario adjunto del Pontificio Consejo para los Textos Legislativos)
- Beniamino Depalma, C.M. (15 de julio de 1999-11 de noviembre de 2016 retirado)
- Francesco Marino, desde el 11 de noviembre de 2016